# Jeff Fulchino
Jeffrey Joseph Fulchino (né le 26 novembre 1979 à Titusville, Floride, États-Unis) est un lanceur de relève droitier de baseball qui évolue de 2006 à 2011 dans les Ligues majeures.

## Carrière

### Marlins de la Floride
Athlète de l'Université du Connecticut, Jeff Fulchino est drafté en huitième ronde par les Marlins de la Floride en 2001. C'est avec cette équipe qu'il débute dans le baseball majeur le 22 juin 2006, lançant un tiers de manche comme releveur à sa seule présence avec le club. Il complète l'année avec les Isotopes d'Albuquerque, le club-école des Marlins dans la Ligue de la côte du Pacifique, et y est assigné en 2007 sans être rappelé dans les majeures par le grand club. 

### Royals de Kansas City
Devenu agent libre après cette septième saison en ligues mineures dans l'organisation des Marlins, Fulchino rejoint les Royals de Kansas City en février 2008.
Le droitier prend part à douze rencontres en 2008 pour Kansas City. Il subit la défaite à sa seule décision et affiche une moyenne de points mérités élevée : 9,00 points mérités par partie, en 14 manches lancées.

### Astros de Houston
Le 8 décembre 2008, il est réclamé au ballottage par les Astros de Houston, et il s'avère une découverte intéressante pour le club, qui l'utilise 82 manches en 61 parties en relève durant la saison 2009. Fulchino répond à l'appel avec une moyenne de points mérités de 3,40 et 71 retraits sur des prises. Il est crédité d'une victoire pour la première fois de sa carrière en Ligue majeure le 7 juin dans un match face aux Pirates de Pittsburgh, et termine la campagne avec six gains contre quatre revers.
En 2010, Fulchino lance 50 matchs pour Houston. Sa fiche victoires-défaites est de 2-1 avec une moyenne de points mérités de 5,51.

### Padres de San Diego
Fulchino passe aux Padres de San Diego, qui le réclament au ballottage le 1er septembre 2011. Il n'effectue que trois sorties pour seulement une manche et deux tiers lancées avec San Diego et devient agent libre après la saison.
Malgré un contrat des ligues mineures signé le 15 décembre 2011 avec les Nationals de Washington, Fulchino ne revient pas dans les majeures après la saison 2011.